# معالي الوزير (فيلم)
معالي الوزير فيلم مصري من إنتاج عام 2002، بطولة أحمد زكي ويسرا وعمر الحريري ولبلبة وهشام عبد الحميد. الفيلم من إخراج سمير سيف وتأليف وحيد حامد وإنتاج الشركة المصرية لمدينة الإنتاج الإعلامي.
الفيلم من أفلام عيد الفطر 1423 هـ.

## قصة الفيلم
يتم اختيار رأفت رستم كي يكون وزيرًا عن طريق الخطأ لتشابه اسمه مع اسم شخص آخر، وينجح في البقاء في منصبه فترة طويلة، وخلالها تصيبه الكوابيس بأنه تم القبض عليه، وأن أسرته تسعى إلى التخلص منه، كما يحلم أنه فقد صوته، وأنه لن يكون قادرًا على صرف أمواله في البنوك السويسرية. يطلب رأفت من مدير مكتبه عطية أن يرافقه في إجازة في الساحل الشمالي ليتخلص من هذه الكوابيس. يسعى عطية إلى إيجاد مكان مناسب لإبعاد الكوابيس عن الوزير الفاسد، فيختار له مسجداً، ويقابل في طريقه زوجته السابقة التي وشى بها للمسئولين. يعرف رأفت أنه لكى يتخلص من الكوابيس فعليه الامتثال أمام الطبيب النفسي. ويحكي لعطية الكثير من أسراره كي يذهب ويرويها بدلا عنه أمام الطبيب النفسي، ويكتشف أن عطية قد عرف أكثر من اللازم، وتزداد الكوابيس حين يرى وجه عطية في كل من يحوطه، ويتخلص من عطية في النهاية بقتلة.

## بطولة
- أحمد زكي: (رأفت رستم)
- يسرا: (زهرة فؤاد)
- لبلبة: (فوقيه زوجة رأفت رستم)
- هشام عبد الحميد: (عطية)
- عمر الحريري: (رئيس الوزراء حسين الأحمدي)
- ميمي جمال: (حنان)
- حجاج عبد العظيم: (طارق مأمور المخفر)
- أحمد عقل: (إمام المسجد)
- رؤوف مصطفى: (شوقي مساعد رئيس الوزراء)
- تامر عبد المنعم: (كامل ضابط المخفر)
- صفوة: (الراقصه)
- مفيد فوزي: (المحاور التلفزيوني)
- سلمى الشماع: (الإعلامية)
- رولا محمود: (بنت رأفت رستم)
- كريم الحسيني: (ابن رأفت رستم)
- إيناس النجار: (فتاة ليل)

## فريق العمل
- إخراج: سمير سيف
- تأليف: وحيد حامد
- إنتاج: الشركة المصرية لمدينة الإنتاج الإعلامي (جهاز السينما)
- توزيع داخلي: الشركة المصرية لمدينة الإنتاج الإعلامي (جهاز السينما)، الشركة العربية للإنتاج والتوزيع السينمائي
- توزيع خارجي: الشركة المصرية لمدينة الإنتاج الإعلامي (جهاز السينما)
- مونتاج: دينا فاروق
- موسيقى: خالد حماد
- مدير التصوير: رمسيس مرزوق

## الجوائز
حصد الفيلم ست جوائز من مهرجان المركز الكاثوليكي للسينما في دورته الـ51. هي:
- جائزة أحسن فيلم
- جائزة أحسن ممثل لأحمد زكي
- جائزة أحسن سيناريست لوحيد حامد
- جائزة أحسن مخرج لسمير سيف
- جائزة لجنة التحكيم الخاصة للفنان عمر الحريري
- شهادة تقدير لهشام عبد الحميد

كما فاز أحمد زكي بجائزة أحسن ممثل في مهرجان القاهرة السينمائي الدولي.

وحصل الفيلم على جائزة أفضل سيناريو للكاتب وحيد حامد في المسابقة الرسمية لمهرجان زيمبابوي السينمائي الدولي السادس.

## وصلات خارجية
- معالي الوزير على موقع IMDb (الإنجليزية)
- معالي الوزير على موقع الدهليز
- معالي الوزير على موقع قاعدة بيانات الأفلام العربية
- معالي الوزير على موقع قاعدة بيانات الفيلم (الإنجليزية)
- معالي الوزير على موقع ليتربوكسد (الإنجليزية)